# Саадун Хаммаді
Саадун Хаммаді (араб. سعدون حمادي; 22 червня 1930 — 14 березня 2007) — іракський політик, прем'єр-міністр країни 1991 року.

## Життєпис
Вступив до лав партії Баас разом з молодим Саддамом Хусейном 1956 року, у той же час вони почали співпрацювати. 1957 року Хаммаді здобув ступінь доктора з економіки сільського господарства в Університеті Вісконсина.
У різні роки Хаммаді обіймав посади міністра нафтової промисловості, закордонних справ (1974—1983), віце-прем'єр-міністра та глави уряду Іраку. Також був довіреним радником президента з економічних питань. У квітні 2000 року став спікером парламенту.
Багато хто вважав Саадуна Хаммаді наступником Саддама Хусейна. Після падіння режиму Хусейна у травні 2003 року Хаммаді був заарештований американськими військовими. Наступного року його звільнили з табору військовополонених. На думку спостерігачів таке раптове звільнення полягає в тому, що колишній спікер пішов на повне співробітництво з силами антиіракської коаліції та розкрив всі відомі йому таємниці режиму Саддама Хусейна. Зокрема, він видав американцям інформацію про банківські рахунки баасистів за кордоном.
Після цього Хаммаді залишив Ірак. Він був хворий на лейкоз та проходив курс лікування в Лівані, Йорданії, а також у Німеччині, де й помер 2007 року.